# سالنامه جاودانه‌های ایران
|  |

سالنامه جاودانه‌های ایران سررسید و یادگار نامه‌ای فرهنگی است که بر اساس نگارش زادروز یا پرواز شخصیتهای برجسته ایران شکل گرفته و امین هندیانی پدیدآورنده آن است.
این اثر نتیجه پژوهش گسترده‌ای بوده که در نخستین چاپش به سال ۱۳۸۸ نام سیصد و پنجاه شخصیت را در هفتاد رشته علمی، فرهنگی و هنری را ثبت کرده بود.
این سالنامه که در حال تکمیل داده‌هایش می‌باشد در سال‌های بعد نیز چاپ گشته بطوری‌که در سال ۱۳۹۱ نام پانصد نفر را در بیش از یکصد رشته علمی، فرهنگی و هنری ثبت کرده‌است. همچنین زندگی‌نامه کوتاه و مفیدی از هر شخصیت در انتهای این اثر نوشته شده‌است.

## اهداف
هدف از ایجاد چنین سالنامه‌ای توجه به فرهنگ و هنر ایران و معرفی کردن چهره‌هایی است که چه بسا گمنام بوده‌اند ولی در رشته مورد فعالیتشان پیشگام بوده یا نوآوری کرده‌اند. از این رو در این سالنامه بیشترین توجه به رشته‌های فرهنگی و هنری معطوف گشته‌است. این اثر مستقل از حمایت مالی و معنوی هر نهاد یا سازمانی بوده و از این رو نام شخصیتها بر شیوه‌ای بی‌طرفانه در آن جای گرفته و نام شخصیتهای مذهبی و سیاسی نیز در آن مطرح نشده‌است.

## پژوهش
این اثر نتیجه پژوهش بیش از چهار سال است و منابع داده‌های آن بر اساس هزاران وب گاه اینترنتی و ده‌ها کتاب و مقاله بوده‌است. بیش از بیست درصد داده‌های آن برای نخستین بار در دردسترس همگان قرار گرفته و از تماس مستقیم با چهرهای جاوید سالنامه به‌دست آمده‌است. نام چهره‌های که تنها نامور بوده‌اند در این سالنامه ثبت نشده و ارزش‌گذاری بر مبنای پیشگام بودن نوآوری و ارائه سبک جدید یا تأثیرگذاری در رشته مورد نظر بوده‌است.